# 언리얼 엔진 게임의 목록
다음은 언리얼 엔진을 기반으로 개발된 비디오 게임들의 목록이다.

## 언리얼 1
언리얼 엔진 1은 알려지지 않은 PC, PS2, 드림캐스트로 발매된 모든 프로젝트까지 도합 50여개가 넘는 타이틀에 사용되었다.
- 언리얼 - 에픽 게임즈, 디지털 익스트림즈 - 1998년 5월 25일 출시
- 스타트랙: 더 넥스트 제너레이션: 클링언 어너 가드 - 마이크로프로즈 - 1998년 11월 1일 출시
- TNN 아웃도어 프로 헌터 - 드림 포지 엔터테인먼트 - 1998년 12월 1일 출시
- 언리얼: 리턴 투 나 팔리 - 레전드 엔터테인먼트 - 1999년 6월 25일 출시
- Dr. Brain's Thinking Games: Action/Reaction - Knowledge Adventure -- 1999년 8월 19일 출시
- Virtual Reality Notre-Dame: A Real-Time Reconstruction (다양한 비게임 프로젝트에 사용되는 프로그램이다) - 디지탈로 스튜디오 - 1999년 8월 30일 출시
- 너프 아레나 블라스트 - 비져너리 미디어 - 1999년 10월 31일
- 휠 오브 타임 - 레전드 엔터테인먼트 - 1999년 11월 11일
- 언리얼 토너먼트 - 에픽 게임즈, 디지털 익스트림즈 - 1999년 11월 23일
- 언리얼리티 - 페릴리스 인스트리얼 - 2000년 5월 18일
- 데이어스 엑스 - 이온 스톰 - 2000년 6월 23일
- 스타 트랙: 딮 스페이스 나인 : 더 폴른 - 샤이몬 & 슈스터 - 2000년 10월 27일
- 룬 - 휴먼 헤드 스튜디오 - 2000년 10월 31일
- 클라이브 바커의 언다잉 - 드림웍스 인터랙티브 - 2001년 2월 21일
- 어드벤쳐 핀볼: 포가튼 아일랜드 - 디지털 익스트림즈 -- 2001년 3월 23일
- 엑스컴: 인포서 - 마이크로프로즈 - 2001년 4월 19일
- 룬: 홀 오브 발할라 - 휴먼 헤드 스튜디오 - 2001년 4월 27일
- 룬: 바이킹 워로드 - 휴먼 헤드 스튜디오 - 2001년 6월 28일
- 해리 포터와 마법사의 돌 - 노우원더 - 2001년 11월 16일
- 뉴 레전드 - 인피니트 머신 - 2002년 2월 20일
- 데이어스 엑스: 컨스피러시 - 이온 스톰 - 2002년 3월 26일
- 택티컬 옵스: 어썰트 온 테러 - 카메한 스튜디오 -- 2002년 4월 23일
- 모바일 포스 - 레이지 소프트웨어 - 2002년 5월 11일
- 트윈 칼리버 - 레이지 소프트웨어 - 2002년 11월 1일
- 해리포터와 비밀의 방 - 노우원더 - 2002년 11월 8일
- 디즈니의 브라더 베어 - 노우원더 - 2003년 11월 11일

## 언리얼 2
- 인퍼노 - 이래이셔널 게임즈/FX 랩스 스튜디오
- 랜드매스 - 웨이포인트
- 라그나로크 온라인 2 - 그라비티
- 철혈삼국지 - 와이 인터내셔널
- 프리스톤 테일 2: 이니그마 - 예당 온라인
- 스펠본 연대기 - 스펠본 인터내셔널
- 뱅가드: 첫 번째 확장팩 - 시질 게임즈 온라인
- 레드스틸 2 - 유비소프트
- 브라더스 인 암스: 더블 타임 - 유비소프트
- 톰 클랜시의 스플린터셀: 컨빅션 - 유비소프트
- 듀크 뉴켐 포에버 - 3D 렐름즈
- 메탈레이지 - 게임하이
- 아메리카스 아미 v1.1 : 오퍼레이션 ~ v2.8 - 미육군 -- 2002년 8월 28일 출시
- 언리얼 토너먼트 2003 - 에픽 게임즈, 디지털 익스트림즈 -- 2002년 9월 30일 출시
- 톰 클랜시의 스프린터 셀 - 유비소프트 -- 2002년 11월 7일 출시
- 언리얼 챔피언십 - 에픽 게임즈, 디지털 익스트림즈 -- 2002년 11월 12일 출시
- 언리얼 2: 각성 - 레전드 엔터테인먼트 -- 2003년 2월 3일 출시
- 톰 클랜시의 레인보우 식스 3 : 레이븐 쉴드 - 유비소프트 -- 2003년 3월 17일 출시
- 데바스테이션 - 디지탈로 스튜디오 -- 2003년 3월 28일 출시
- 포스탈 2 - 러닝 위드 시저스 -- 2003년 4월 14일 출시
- 세피로스 - 이매직 엔터테인먼트 -- 2003년 8월 27일 출시
- 리니지 2 - 엔씨 소프트 - 2003년 10월 1일 출시
- 톰 클랜시의 레인보우 식스 3 - 유비소프트 -- 2003년 10월 28일 출시
- 언리얼 엔진 2 런타임 에디션 - 에픽 게임즈 -- 2003년 10월 31일 출시
- XIII - 유비소프트 -- 2003년 11월 18일 출시
- 매직 더 개더링: 배틀그라운드 - 시크릿 레벨 -- 2003년 11월 18일 출시
- 데져트 썬더 - 브레인박스 게임즈 -- 2003년 11월 18일 출시
- 데이어스 엑스: 보이지 않는 전쟁 - 이온 스톰 - -2003년 12월 2일 출시
- 언리얼 2 XMP - 레전드 엔터테인먼트 -- 2003년 12월 10일 출시
- 포스탈 2: 셰어 더 페인 - 러닝 위드 시저스 -- 2003년 12월 17일 출시
- 슈렉 2 - 노우원더 -- 2004년 3월 3일 출시
- 데드 맨스 핸드 - 휴먼 헤드 스튜디오 -- 2004년 3월 3일 출시
- 톰 클랜시의 레인보우 식스 3: 아테나 소드 -- 2004년 3월 9일 출시
- 언리얼 토너먼트 2004 - 에픽 게임즈, 디지털 익스트림즈 -- 2004년 3월 16일 출시
- 톰 클랜시의 스프린터 셀: 판도라 투머로 -- 유비소프트 - 2004년 3월 23일 출시
- 씨프: 죽음의 그림자 - 이온 스톰 -- 2004년 5월 25일 출시
- 해리포터와 아즈카반의 죄수 - EA -- 2004년 5월 25일 출시
- 섀도 옵스: 레드 머큐리 - 좀비 스튜디오 -- 2004년 6월 15일 출시
- 스파이더-맨 2 - 피즈 팩터 -- 2004년 6월 24일 출시
- 톰 클랜시의 레인보우 식스 3: 블랙 애로우 - 유비소프트 -- 2004년 8월 4일 출시
- 마린 헤비 거너 - 브레인박스 게임즈 -- 2004년 8월 22일 출시
- 샤크 테일 - 아메이즈 엔터테인먼트 -- 2004년 9월 27일 출시
- 트라이브스: 벤젠스 - 이래이셔널 게임즈 -- 2004년 10월 5일 출시
- 맨 오브 벨러 - 2015 Inc. -- 2004년 10월 19일 출시
- 레모니 스니켓의 위험한 대결 - 노우원더 -- 2004년 11월 10일 출시
- 마그나카르타: 진홍의 성흔 - 소프트 맥스 -- 2004년 11월 11일 출시
- 톰 클랜시의 고스트 리콘 2 - 유비소프트 -- 2004년 11월 31일 출시
- 김용군협전 2.0 - 소프트월드 -- 2004년 출시
- 스타 워즈: 리퍼블릭 코만도 - 루커스아츠 -- 2005년 3월 1일 출시
- 브라더스 인 암스: 로드 투 힐 30 - 기어박스 소프트웨어 -- 2005년 3월 1일 출시
- 컴뱃: 태스크 포스 121 - 다이렉트 액션 게임즈 -- 2005년 3월 23일 출시
- 톰 클랜시의 스프린터 셀: 혼돈 이론 - 유비소프트 -- 2005년 3월 31일 출시
- 스와트 4 - 이래이셔널 게임즈 - 2005년 4월 5일 출시
- 언리얼 챔피언십 2: 리언드리 컨플릭트 - 에픽 게임즈 -- 2005년 4월 18일 출시
- 파리아 - 디지털 익스트림즈 -- 2005년 5월 3일 출시
- 포스탈 2: 아포칼립스 위켄드 - 러닝 위드 시저스 -- 2005년 5월 31일 출시
- 어드벤트 라이징 - 글리픽스 -- 2005년 5월 31일 출시
- 톰 클랜시의 레인보우 식스 3: 아이온 래쓰 - 유비소프트 -- 2005년 6월 10일 출시
- 브라더스 인 암스: 언드 인 블러드 - 기어박스 소프트웨어 -- 2005년 10월 6일 출시
- 랜드 오브 더 데드: 로드 투 플리더스 그린 - 브레인박스 게임즈 -- 2005년 10월 20일 출시
- 아메리카스 아미: 라이즈 오브 솔져 - 시크릿 레벨스 -- 2005년 11월 17일 출시
- 엑스틸 - NC 소프트 -- 2006년 1월 18일 출시
- 더 레지먼트 - 쿠주 엔터테인먼트 -- 2006년 2월 17일 출시
- 스와트 4: 스테치코프 신디케이트 - 이래이셔널 게임즈 -- 2006년 2월 28일 출시
- 레드 오케스트라: 오스트프론트 41-45 - 트립와이어 스튜디오 -- 2006년 3월 14일 출시
- 톰 클랜시의 스프린터 셀: 에센셀 - 유비소프트 -- 2006년 3월 21일 출시
- 월드 워 2: 로드 투 컴뱃 베를린 - 다이렉트 액션 게임즈 -- 2006년 1월 24일 출시
- 마그나카르타 포터블 - 소프트맥스 -- 2006년 5월 25일 출시
- WWII 컴뱃: 이워 지마 - 다이렉트 액션 게임즈 -- 2006년 6월 18일 출시
- 워패스 - 디지털 익스트림즈 -- 2006년 6월 18일 출시
- 오픈 시즌 - 유비소프트 -- 2006년 9월 19일 출시
- 톰 클랜시의 스프린터 셀: 더블 에이전트 - 유비소프트 -- 2006년 10월 19일 출시
- 레드 스틸 - 유비소프트 -- 2006년 11월 17일 출시
- 브라더스 인 암스 D-Day - 유비소프트 -- 2006년 12월 5일 출시
- 클로즈 쿼터 컨플릭트 - 다이렉트 액션 게임즈 -- 2007년 1월 22일 출시
- 뱅가드: 사가 오브 히어로즈 - 시질 게임즈 온라인 -- 2007년 1월 30일 출시
- 레드넥 켄터키와 차세대 닭들 - 시티 인터랙티브 -- 2007년 3월 2일 출시

## 언리얼 2.5
- 킬링플로어
- 고스트리콘 : 어드벤스드 워파이터 - 유비소프트 (2.5엔진 개량형 YETI 엔진)
- 고스트리콘 : 어드벤스드 워파이터 2 - 유비소프트 (2.5엔진 개량형 YETI 엔진)
- 톰 클랜시의 레인보우 식스: 베가스 - 유비소프트 (2.5엔진으로 제작 + Unreal Core, UnrealEd만 3엔진 사용)
- 레인보우 식스: 베가스 2 - 유비소프트 (2.5엔진으로 제작 + Unreal Core, UnrealEd만 3엔진 사용)
- 스프린터 셀: 더블 에이전트 - 유비소프트 (2.5엔진으로 제작 + Unreal Core, UnrealEd만 3엔진 사용)
- 스프린터 셀: 컨빅션 - 유비소프트 (2.5엔진으로 제작 + Unreal Core, UnrealEd만 3엔진 사용)
- 나루토 라이즈 오브 어 닌자 - 유비소프트 (2.5엔진으로 제작 + Unreal Core, UnrealEd만 3엔진 사용)
- 레드스틸 - 유비소프트 (2.5엔진으로 제작 + Unreal Core, UnrealEd만 3엔진 사용)
- 바이오쇼크 - 이래이셔널 게임즈
- 사이퍼즈 - 네오플
- 배터리온라인 - 웹젠

## 언리얼 3
- A4 (프로젝트 코드명) - 애니파크
- B-프로젝트 (가제) - CJIG
- DC 코믹스 온라인 - 소니 온라인 엔터테인먼트
- 기어스 오브 워 - 에픽 게임즈 -- 2006년 11월 7일 출시
- 데이브릭커스 - 트릴로즈 스튜디오
- 데드 스페이스 - EA
- 로보블리츠 - 네이크드 스카이 엔터테인먼트 -- 2006년 11월 6일 출시
- 베들렘 레인즈 - 트리플-A
- 베르카닉스 - 초이락 게임즈
- 배트맨: 아캄어사일럼 - 이디오스 -- 2009년
- 뱅가드: 사가 오브 히어로즈 - 시질 게임즈 온라인
- 브라더스 인 암스: 헬즈 하이웨이 - 기어박스 소프트웨어
- 블레이드 앤 소울 - 엔씨소프트
- 로스트 오디세이 - 미스트 워커
- 마그나카르타 2 - 소프트 맥스
- 매스 이펙트 - 바이오웨어
- 메달 오브 아너: 에어본 - EA 로스엔젤레스
- 메달 오브 아너 - EA 로스엔젤레스 (멀티플레이 부문)
- 메트로 컨플릭트: 프레스토 - 레드덕
- 몬스터 매드니스 - 사우스파크 게임즈
- 로그 워리어 - 베다스다 소프트웨어
- 리니지 3 - 엔씨소프트
- 섹션 8 - 타임게이트 스튜디오
- 세피로스 2 - 이매직 엔터테인먼트
- 섀도 런 - 파사 인터랙티브
- 소니 온라인 머서너리 MMO - 소니 온라인 엔터테인먼트
- 소니 온라인 스파이 MMO - 소니 온라인 엔터테인먼트
- 소니 온라인 윔지컬 MMO - 소니 온라인 엔터테인먼트
- 스타게이트 월즈 - 샤이엔 마운틴 엔터테인먼트
- 스트랭글홀드 - 타이거 힐 엔터테인먼트
- 스페셜포스2 - 드래곤플라이
- 스펙옵스: 더 라인 - 야거 디벨로프먼트, 다크사이트 게임 스튜디어스
- 스와트 5 - 비벤디 유니버설 게임즈
- 올 포인트 불레틴 - 리얼 타임 월즈
- 아바 - 레드덕 -- 2007년 3월 14일
- 아메이카스 아미 v3.0 - 미육군
- 아메리카스 아미: 리얼 히어로즈 - 미육군
- 언리얼 토너먼트 2007 - 에픽 게임즈
- 엘비온 - 10Tacle
- 엠파이어 - 체어 엔터테인먼트
- 워몽거 - 넷데빌
- 인터스텔러 마린스 - 제로 포인트 소프트웨어
- 코디드 암즈: 어썰트 - 코나미
- 크라임크래프트 - 보그스터 엔터테인먼트
- 크랙다운 - 리얼 타임 월즈
- 톰 클랜시의 파이어호크 - 유비소프트
- 투 휴먼 - 실리콘 나이츠
- 튜록 - 비너 비스타 게임즈
- 테라 - 블루홀 스튜디오
- 파라벨럼 - 아코니
- 페이탈 이너티아 - 코에이
- 폴 오브 리버티 - 스파크 언리미티드
- 퓨리 - 오란
- 우편 2: 유디케이 - 피에스나는 게임
- 프로젝트 뉴 저시 - 옵시디언 엔터테인먼트
- 프로젝트 F (프로젝트 코드명) - 엔씨소프트
- 프로젝트 M (프로젝트 코드명) - 레드덕
- 프로젝트 M (프로젝트 코드명) - 엔씨소프트
- 프론트라인: 퓨엘 오브 워 - KAOS
- 헉슬리: 더 디스토피아 - 웹젠 -- 2008년
- 헤일로 워즈 - 앙상블 스튜디오
- 휠맨 - 타이곤 스튜디오
- 서든어택2 - 넥슨

## 언리얼 4
- 히트(모바일) - 넥슨
- 오버히트(모바일) - 넥슨
- 스쿼드 (Squad) - Offworld Industries
- 미라지: 아케인 워페어 - Torn Banner Studios
- 페른부스 시뮬레이터 - TML-Studios
- 철권7 - 반다이남코
- 타임크라이시스5 - 반다이남코
- 배틀그라운드 - 블루홀
- 배틀그라운드: 뉴 스테이트 - 크래프톤
- 흠심 메트로 - 제미니 인터랙티브
- 포트나이트 - 에픽 게임즈
- 리니지2M - 엔씨소프트
- 리니지W - 엔씨소프트
- 카트라이더 DRIFT - 넥슨
- 리니지2 레볼루션 - 넷마블게임즈
- 마인크래프트 던전스 - 모장 스튜디오
- 슈퍼피플 - 넥슨

## 언리얼 5
- 포트나이트 - 에픽 게임즈
- 나이트크로우 - 메드엔진
- 레전드 오브 이미르 - 위메이드XR